# Experimentos com sífilis na Guatemala
Os experimentos com sífilis na Guatemala foram experiências humanas conduzidas pelos Estados Unidos na Guatemala de 1946 a 1948. Foram realizados durante o governo do presidente Harry S. Truman e do presidente guatemalteco Juan José Arévalo, com a colaboração de alguns ministérios e funcionários da saúde guatemaltecos.  Os médicos, geralmente estadunidenses, infectaram por inoculação direta soldados, prostitutas, prisioneiros e pacientes psiquiátricos com sífilis e outras doenças sexualmente transmissíveis, sem o consentimento informado das pessoas e trataram a maioria dos indivíduos com antibióticos com o propósito de comprovar a eficácia de novos antibióticos como a penicilina e outros tratamentos. Isso resultou em pelo menos 83 mortes.  Em outubro de 2010, os Estados Unidos se desculparam formalmente com a Guatemala pela realização desses experimentos.
Os experimentos foram conduzidos pelo médico John Charles Cutler, que também participou nas fases finais do experimento com sífilis em Tuskegee.